# Ginestas
Ginestas en idioma francés y oficial, Ginestars en occitano, es una localidad  y comuna francesa, situada en el departamento del Aude en la región de Languedoc-Rosellón.
A sus habitantes se les conoce por el gentilicio en francés Ginestacois.

## Demografía
| 879 | 981 | 769 | 740 | 887 | 1059 |
| Para los censos de 1962 a 1999 la población legal corresponde a la población sin duplicidades (Fuente: INSEE [Consultar]) |     |     |     |     |      |

(Población sans doubles comptes según la metodología del INSEE).

## Personalidades ligadas a la comuna
- Yannick Martinez, campeón de Francia de ciclo-cross.